# Novo Selište
Novo Selište är en ort i Kroatien.   Den ligger i länet Moslavina, i den centrala delen av landet, 50 km söder om huvudstaden Zagreb. Novo Selište ligger 135 meter över havet och antalet invånare är 301.
Terrängen runt Novo Selište är huvudsakligen platt, men åt sydost är den kuperad. Terrängen runt Novo Selište sluttar norrut. Runt Novo Selište är det glesbefolkat, med 19 invånare per kvadratkilometer. Närmaste större samhälle är Petrinja, 4,7 km öster om Novo Selište. Omgivningarna runt Novo Selište är en mosaik av jordbruksmark och naturlig växtlighet.